# Coniopteryx trihamantennata
Coniopteryx trihamantennata är en insektsart som beskrevs av Monserrat 1989. Coniopteryx trihamantennata ingår i släktet Coniopteryx och familjen vaxsländor. Inga underarter finns listade i Catalogue of Life.